# Gislenometra
Gislenometra is een geslacht van haarsterren uit de familie Colobometridae.

## Soort
- Gislenometra perplexa A.H. Clark, 1947